# Константин Станиславски
Константин Сергејевич Станиславски (рус. Константин Сергеевич Станиславский; Москва, 5. јануар 1863 — Москва, 7. август 1938) је био руски позоришни глумац, театролог и режисер. Он је оснивач Художественог театра у Москви 1898. и уметнички руководилац и идеолог тог позоришта до краја живота 1938. Као велики позоришни иноватор имао је значајан утицај на савременике. Био је широко препознат као изванредан карактерни глумац и бројне продукције које је режирао стекле су му репутацију једног од водећих позоришних редитеља своје генерације. Његов главни извор славе и утицаја почива на његовом 'систему' глумачке обуке, припреме и технике пробе.
Станиславски (његово уметничко име) наступао је и режирао као аматер све до своје 33. године, када је са Владимиром Немировичем-Данченком, након легендарне 18-сатне дискусије, основао светски познату компанију Московског уметничког позоришта (МАТ). Његове утицајне турнеје по Европи (1906) и САД (1923–24) и прекретничке продукције Галеба (1898) и Хамлета (1911–12) успоставиле су његову репутацију и отвориле нове могућности за позоришну уметност. Помоћу МАТ-а Станиславски је имао кључну улогу у промоцији нове руске драме свог доба - углавном дела Антона Чехова, Максима Горког и Михаила Булгакова - публици у Москви и широм света; поставио је и хваљене продукције широког спектра класичних руских и европских драма.
Сарађивао је са редитељем и дизајнером Едвардом Гордоном Крејгом и имао је формативну улогу у развоју неколико других водећих практичара, укључујући Всеволода Мејерхолда (кога је Станиславски сматрао својим „јединим наследником у позоришту“), Јевгенија Вахтангова и Михаела Чекова. На прослави 30-годишњице МАТ-а 1928. године, масовни срчани удар на сцени окончао је његову глумачку каријеру (мада је сачекао док завеса није пала пре него што је затражио медицинску помоћ). Он је наставио је да режира, подучава и пише о глуми до своје смрти неколико недеља пре објављивања првог тома свог великог животног дела, глумачког приручника Глумачки Рад (1938). Он је одликован Орденом црвеног барјака и Орденом Лењина, и први је добио титулу Народног уметника СССР-а.
Станиславски је писао да „нема ништа досадније од глумачке биографије” и да „глумцима треба забранити да говоре о себи”. На захтев једног америчког издавача, међутим, невољно је пристао да напише своју аутобиографију, Мој живот у уметности (први пут објављену на енглеском 1924. и у ревидираном издању на руском језику 1926. године), иако је њен извештај о његовом уметничком развоју није увек тачан. Објављене су три биографије на енглеском језику: Станиславски: Живот (1950) Дејвида Магаршака; Станиславски: његов живот и уметност Жана Бенедетија (1988, ревидирано и проширено 1999)] и Николаја М. Горчакова „Станиславски режира“ (1954). Преведени енглески превод Елене Полиакове руске биографије Станиславског из 1977. такође је објављен 1982. године.

## Преглед система
Своју глуму и режију Станиславски је подвргао ригорозном процесу уметничке самоанализе и рефлексије. Његов систем глуме се развио из његових упорних напора да уклони блокаде на које је наишао у својим наступима, почевши од велике кризе 1906. године. Своје ране радове је произвео користећи екстерну технику усредсређену на режисера која је тежила органском јединству свих његових елемената — у свакој продукцији је унапред планирао интерпретацију сваке улоге, блокаду и инсценацију. Такође је у процес продукције увео период дискусије и детаљне анализе глумачке екипе. Упркос успеху који је овај приступ донео, посебно својим натуралистичким поставкама драма Антона Чехова и Максима Горког, Станиславски је остао незадовољан.

## Биографија
Родио се у Москви као Константин Сергејевич Алексејев, у једној од богатијих породица у Русији. Први пут глуми у позоришту са седам година. Изабрао је уметничко име Станиславски на почетку каријере (вероватно да би сачувао репутацију своје породице).
Године 1888, Станиславски је основао Друштво уметности и књижевности при Малом Театру, где је стекао искуство о естетици и сценском наступу.
Године 1897, је био један од суоснивача Московског театра уметности (МТУ) заједно са Владимиром Немировичем-Даченком. Једна од првих продукција била је Чеховљев Галеб. У МТУ је Станиславски почео да развија, заснован на традицији реализма Александра Пушкина, свој чувени „Систем” (који се понекад погрешно назива и метод). Систем Станиславски се фокусира на развој реалних карактера на сцени. Глумци се саветују да користе „емоционалну меморију” да би на природан начин приказали емоције лика кога глуме. Да би ово постигли, глумци треба да се сете момента из сопственог живота када су осећали тражену емоцију, и да је поново проживе у својој улози да би глума изгледала реалније.
Велики број данашњих глумаца како у позоришту, тако и на телевизији и филму, дугују много систему Станиславског. Коришћењем Система, глумац дубоко анализира мотивације улоге коју игра. Глумац мора да пронађе „циљ” за сваку појединачну сцену, као и „супер циљ”, за целу представу.
Један начин да би ово постигло је коришћење Станиславсковљевог „магичног ако”. Глумци морају стално да себи постављају питања. На пример, једно од првих питања које морају себи да поставе је „Шта би било када бих се ја нашао у истој ситуацији као и особа коју глумим?”
Станиславски је такође имао значајан утицај на модерну оперу и појачао је рад писаца као што су Максим Горки и Антон Чехов.
Станиславски је преживео и Руску револуцију 1905 и руску револуцију 1917. Наводно је Лењин интервенисао да би га заштитио. 1918. Станиславски оснива први студио као школу за младе глумце и пише неколико важнијих дела.